# U-21-Fußball-Europameisterschaft 2023/Gruppe A
| Pl. | Land        | Sp. | S | U | N | Tore    | Diff. | Punkte |
| --- | ----------- | --- | - | - | - | ------- | ----- | ------ |
| 1.  | Georgien    | 3   | 1 | 2 | 0 | 005:300 | +2    | 05     |
| 2.  | Portugal    | 3   | 1 | 1 | 1 | 003:400 | −1    | 04     |
| 3.  | Niederlande | 3   | 0 | 3 | 0 | 002:200 | ±0    | 03     |
| 4.  | Belgien     | 3   | 0 | 2 | 1 | 003:400 | −1    | 02     |

Gruppe A der U-21-Fußball-Europameisterschaft 2023:

## Georgien – Portugal 2:0 (2:0)
| Georgien                                                                          | Georgien | Portugal | Portugal |
| --------------------------------------------------------------------------------- | --- | --- | -------- |
| Georgien                                                                          | \| 1. Spieltag \| \| 21. Juni um 20:00 Uhr (18:00 Uhr MESZ) in Tiflis (Boris-Paitschadse-Dinamo-Arena) \| \| Ergebnis: 2:0 (2:0) \| \| Zuschauer: 24.425 \| \| Schiedsrichter: Espen Eskås ( Norwegen) \| \| Spielbericht \| | \| 1. Spieltag \| \| 21. Juni um 20:00 Uhr (18:00 Uhr MESZ) in Tiflis (Boris-Paitschadse-Dinamo-Arena) \| \| Ergebnis: 2:0 (2:0) \| \| Zuschauer: 24.425 \| \| Schiedsrichter: Espen Eskås ( Norwegen) \| \| Spielbericht \|                             | Portugal |
| Georgien                                                                          | Luka Kutaladse – Saba Chwadagiani, Saba Sasonow, Iwa Gelaschwili, Aleksandre Kalandadse, Giorgi Zitaischwili (58. Irakli Asarowi) – Giorgi Guliaschwili (58. Giorgi Gotscholeischwili), Ansor Mekwabischwili (67. Nodar Lominadse), Nika Gagnidse, Giorgi Moiszrapischwili (67. Suriko Dawitaschwili) – Giorgi Gagua (90.+4' Gabriel Sigua) Cheftrainer: Ramas Swanadse | Celton Biai – Zé Carlos (71. Paulo Bernardo), Penetra, Tomás Araújo, Nuno Tavares – João Neves (71. Samú Costa), Tiago Dantas , André Almeida – Vitinha (46. Henrique Araújo), Afonso Sousa (46. Francisco Conceição), Pedro Neto Cheftrainer: Rui Jorge | Portugal |
| Georgien                                                                          | 1:0 Gagua (37.) 2:0 Sasonow (45.) | | Portugal |
| Georgien                                                                          | Gagua (61.), Chwadagiani (90.+5') | | Portugal |
| Georgien                                                                          | Araújo (76.) | | Portugal |
| 1. Spieltag                                                                       | | |          |
| 21. Juni um 20:00 Uhr (18:00 Uhr MESZ) in Tiflis (Boris-Paitschadse-Dinamo-Arena) | | |          |
| Ergebnis: 2:0 (2:0)                                                               | | |          |
| Zuschauer: 24.425                                                                 | | |          |
| Schiedsrichter: Espen Eskås ( Norwegen)                                           | | |          |
| Spielbericht                                                                      | | |          |

## Belgien – Niederlande 0:0
| Belgien                                                                   | Belgien | Niederlande | Niederlande |
| ------------------------------------------------------------------------- | --- | --- | ----------- |
| Belgien                                                                   | \| 1. Spieltag \| \| 21. Juni um 20:00 Uhr (18:00 Uhr MESZ) in Tiflis (Micheil-Meschi-Stadion) \| \| Ergebnis: 0:0 \| \| Zuschauer: 1.029 \| \| Schiedsrichter: Əliyar Ağayev ( Aserbaidschan) \| \| Spielbericht \|                                                                   | \| 1. Spieltag \| \| 21. Juni um 20:00 Uhr (18:00 Uhr MESZ) in Tiflis (Micheil-Meschi-Stadion) \| \| Ergebnis: 0:0 \| \| Zuschauer: 1.029 \| \| Schiedsrichter: Əliyar Ağayev ( Aserbaidschan) \| \| Spielbericht \| | Niederlande |
| Belgien                                                                   | Maarten Vandevoordt – Louis Patris (46. Hugo Siquet), Koni De Winter, Zeno Debast, Maxim De Cuyper – Mandela Keita, Eliot Matazo, Nicolas Raskin – Yorbe Vertessen (46. Michel-Ange Balikwisha), Loïs Openda (88. Largie Ramazani), Charles De Ketelaere Cheftrainer: Jacky Mathijssen | Bart Verbruggen – Quinten Timber (77. Joshua Zirkzee), Devyne Rensch (77. Milan van Ewijk), Jan Paul van Hecke, Micky van de Ven, Quilindschy Hartman – Ryan Gravenberch, Kenneth Taylor (64. Wouter Burger) – Jurgen Ekkelenkamp (64. Sven Mijnans), Brian Brobbey, Crysencio Summerville (69. Ian Maatsen) Cheftrainer: Erwin van de Looi | Niederlande |
| Belgien                                                                   | Keita (17.), Vertessen (27.), Matazo (87.) | Gravenberch (21.), Timber (28.) | Niederlande |
| 1. Spieltag                                                               | | |             |
| 21. Juni um 20:00 Uhr (18:00 Uhr MESZ) in Tiflis (Micheil-Meschi-Stadion) | | |             |
| Ergebnis: 0:0                                                             | | |             |
| Zuschauer: 1.029                                                          | | |             |
| Schiedsrichter: Əliyar Ağayev ( Aserbaidschan)                            | | |             |
| Spielbericht                                                              | | |             |

## Georgien – Belgien 2:2 (0:2)
| Georgien                                                                          | Georgien | Belgien | Belgien |
| --------------------------------------------------------------------------------- | --- | --- | ------- |
| Georgien                                                                          | \| 2. Spieltag \| \| 24. Juni um 20:00 Uhr (18:00 Uhr MESZ) in Tiflis (Boris-Paitschadse-Dinamo-Arena) \| \| Ergebnis: 2:2 (0:2) \| \| Zuschauer: 41.866 \| \| Schiedsrichter: Duje Strukan ( Kroatien) \| \| Spielbericht \| | \| 2. Spieltag \| \| 24. Juni um 20:00 Uhr (18:00 Uhr MESZ) in Tiflis (Boris-Paitschadse-Dinamo-Arena) \| \| Ergebnis: 2:2 (0:2) \| \| Zuschauer: 41.866 \| \| Schiedsrichter: Duje Strukan ( Kroatien) \| \| Spielbericht \|                                                                                         | Belgien |
| Georgien                                                                          | Giorgi Mamardaschwili – Saba Chwadagiani, Aleksandre Kalandadse, Iwa Gelaschwili (81. Nodar Lominadse), Saba Sasonow (46. Giorgi Gotscholeischwili) – Suriko Dawitaschwili, Ansor Mekwabischwili , Luka Gagnidse (46. Nika Gagnidse), Irakli Asarowi – Giorgi Gagua, Giorgi Moiszrapischwili (46. Giorgi Zitaischwili) Cheftrainer: Ramas Swanadse | Maarten Vandevoordt – Hugo Siquet (81. Ignace Van der Brempt), Zeno Debast (79. Ameen al-Dakhil), Koni De Winter, Maxim De Cuyper – Charles De Ketelaere, Mandela Keita, Aster Vranckx , Michel-Ange Balikwisha (79. Olivier Deman) – Loïs Openda, Largie Ramazani (71. Nicolas Raskin) Cheftrainer: Jacky Mathijssen | Belgien |
| Georgien                                                                          | 1:2 Zitaischwili (51.) 2:2 Guliaschwili (87.) | 0:1 De Cuyper (15.) 0:2 Ramazani (38.) | Belgien |
| Georgien                                                                          | Gotscholeischwili (59.), Kalandadse (83.), Guliaschwili (90.), Asarowi (90.), Mamardaschwili (90.+4') | Vranckx (71.), De Winter (90.+3'), Van der Brempt (90.+5') | Belgien |
| 2. Spieltag                                                                       | | |         |
| 24. Juni um 20:00 Uhr (18:00 Uhr MESZ) in Tiflis (Boris-Paitschadse-Dinamo-Arena) | | |         |
| Ergebnis: 2:2 (0:2)                                                               | | |         |
| Zuschauer: 41.866                                                                 | | |         |
| Schiedsrichter: Duje Strukan ( Kroatien)                                          | | |         |
| Spielbericht                                                                      | | |         |

## Portugal – Niederlande 1:1 (1:0)
| Portugal                                                                  | Portugal | Niederlande | Niederlande |
| ------------------------------------------------------------------------- | --- | --- | ----------- |
| Portugal                                                                  | \| 2. Spieltag \| \| 24. Juni um 20:00 Uhr (18:00 Uhr MESZ) in Tiflis (Micheil-Meschi-Stadion) \| \| Ergebnis: 1:1 (1:0) \| \| Zuschauer: 1.526 \| \| Schiedsrichter: Horațiu Feșnic ( Rumänien) \| \| Spielbericht \|                                                         | \| 2. Spieltag \| \| 24. Juni um 20:00 Uhr (18:00 Uhr MESZ) in Tiflis (Micheil-Meschi-Stadion) \| \| Ergebnis: 1:1 (1:0) \| \| Zuschauer: 1.526 \| \| Schiedsrichter: Horațiu Feșnic ( Rumänien) \| \| Spielbericht \| | Niederlande |
| Portugal                                                                  | Celton Biai – Zé Carlos, Penetra, André Amaro, Nuno Tavares – Tiago Dantas (83. Henrique Araújo), Samú Costa, André Almeida (56. Paulo Bernardo) – Fábio Silva (56. Diego Moreira), João Neves (67. Afonso Sousa), Pedro Neto (56. Francisco Conceição) Cheftrainer: Rui Jorge | Bart Verbruggen – Quinten Timber (46. Wouter Burger), Devyne Rensch (46. Milan van Ewijk), Jan Paul van Hecke, Micky van de Ven, Quilindschy Hartman – Ryan Gravenberch, Kenneth Taylor – Jurgen Ekkelenkamp (80. Ian Maatsen), Brian Brobbey (80. Thijs Dallinga), Crysencio Summerville (69. Joshua Zirkzee) Cheftrainer: Erwin van de Looi | Niederlande |
| Portugal                                                                  | 1:0 Almeida (20.) | 1:1 Brobbey (78.) | Niederlande |
| Portugal                                                                  | Zé Carlos (30.), Neto (48.), Tavares (52.), Sousa (79.), Costa (90.+1') | van Hecke (25.), Timber (27.), Burger (61.), van Ewijk (69.) | Niederlande |
| 2. Spieltag                                                               | | |             |
| 24. Juni um 20:00 Uhr (18:00 Uhr MESZ) in Tiflis (Micheil-Meschi-Stadion) | | |             |
| Ergebnis: 1:1 (1:0)                                                       | | |             |
| Zuschauer: 1.526                                                          | | |             |
| Schiedsrichter: Horațiu Feșnic ( Rumänien)                                | | |             |
| Spielbericht                                                              | | |             |

## Niederlande – Georgien 1:1 (1:1)
| Niederlande                                                                       | Niederlande | Georgien | Georgien |
| --------------------------------------------------------------------------------- | --- | --- | -------- |
| Niederlande                                                                       | \| 3. Spieltag \| \| 27. Juni um 20:00 Uhr (18:00 Uhr MESZ) in Tiflis (Boris-Paitschadse-Dinamo-Arena) \| \| Ergebnis: 1:1 (1:1) \| \| Zuschauer: 43.004 \| \| Schiedsrichter: Rade Obrenović ( Slowenien) \| \| Spielbericht \| | \| 3. Spieltag \| \| 27. Juni um 20:00 Uhr (18:00 Uhr MESZ) in Tiflis (Boris-Paitschadse-Dinamo-Arena) \| \| Ergebnis: 1:1 (1:1) \| \| Zuschauer: 43.004 \| \| Schiedsrichter: Rade Obrenović ( Slowenien) \| \| Spielbericht \| | Georgien |
| Niederlande                                                                       | Bart Verbruggen – Wouter Burger (74. Thijs Dallinga), Milan van Ewijk (83. Million Manhoef), Jan Paul van Hecke, Micky van de Ven , Quilindschy Hartman (83. Ian Maatsen) – Kenneth Taylor, Ryan Gravenberch – Jurgen Ekkelenkamp (74. Elayis Tavsan), Brian Brobbey (21. Joshua Zirkzee), Crysencio Summerville Cheftrainer: Erwin van de Looi | Giorgi Mamardaschwili – Saba Sasonow, Iwa Gelaschwili, Aleksandre Kalandadse, Giorgi Gotscholeischwili – Nodar Lominadse (46. Luka Gagnidse) – Ansor Mekwabischwili , Suriko Dawitaschwili (90.+3' Otar Mamageischwili), Giorgi Zitaischwili (58. Saba Chwadagiani), Irakli Asarowi – Giorgi Gagua (79. Giorgi Guliaschwili) Cheftrainer: Raman Swanadse | Georgien |
| Niederlande                                                                       | 1:1 Taylor (45.+6') | 0:1 Dawitaschwili (42.) | Georgien |
| Niederlande                                                                       | Lominadse (45.+1'), Mekwabischwili (45.+3'), Dawitaschwili (90.+6') | | Georgien |
| 3. Spieltag                                                                       | | |          |
| 27. Juni um 20:00 Uhr (18:00 Uhr MESZ) in Tiflis (Boris-Paitschadse-Dinamo-Arena) | | |          |
| Ergebnis: 1:1 (1:1)                                                               | | |          |
| Zuschauer: 43.004                                                                 | | |          |
| Schiedsrichter: Rade Obrenović ( Slowenien)                                       | | |          |
| Spielbericht                                                                      | | |          |

## Portugal – Belgien 2:1 (0:0)
| Portugal                                                                  | Portugal | Belgien | Belgien |
| ------------------------------------------------------------------------- | --- | --- | ------- |
| Portugal                                                                  | \| 3. Spieltag \| \| 27. Juni um 20:00 Uhr (18:00 Uhr MESZ) in Tiflis (Micheil-Meschi-Stadion) \| \| Ergebnis: 2:1 (0:0) \| \| Zuschauer: 1.373 \| \| Schiedsrichter: Willy Delajod ( Frankreich) \| \| Spielbericht \|                                      | \| 3. Spieltag \| \| 27. Juni um 20:00 Uhr (18:00 Uhr MESZ) in Tiflis (Micheil-Meschi-Stadion) \| \| Ergebnis: 2:1 (0:0) \| \| Zuschauer: 1.373 \| \| Schiedsrichter: Willy Delajod ( Frankreich) \| \| Spielbericht \|                                              | Belgien |
| Portugal                                                                  | Celton Biai – Zé Carlos, Penetra, André Amaro, Nuno Tavares – João Neves (68. André Almeida), Tiago Dantas , Samú Costa (78. Paulo Bernardo) – Francisco Conceição (61. Diego Moreira), Fábio Silva (68. Henrique Araújo), Pedro Neto Cheftrainer: Rui Jorge | Maarten Vandevoordt – Hugo Siquet, Zeno Debast, Koni De Winter, Maxim De Cuyper – Eliot Matazo (61. Nicolas Raskin), Charles De Ketelaere, Aster Vranckx , Largie Ramazani (61. Yorbe Vertessen) – Loïs Openda, Michel-Ange Balikwisha Cheftrainer: Jacky Mathijssen | Belgien |
| Portugal                                                                  | 1:0 Neves (56.) 2:1 Dantas (89., Foulelfmeter) | 1:1 Vertessen (65.) | Belgien |
| Portugal                                                                  | Dantas (30.), Amaro (59.) | De Winter (14.), De Cuyper (70.), Debast (87.), Vandevoordt (88.), Raskin (90.+6') | Belgien |
| 3. Spieltag                                                               | | |         |
| 27. Juni um 20:00 Uhr (18:00 Uhr MESZ) in Tiflis (Micheil-Meschi-Stadion) | | |         |
| Ergebnis: 2:1 (0:0)                                                       | | |         |
| Zuschauer: 1.373                                                          | | |         |
| Schiedsrichter: Willy Delajod ( Frankreich)                               | | |         |
| Spielbericht                                                              | | |         |